# جانيت ديفيس
جانيت ديفيس (بالإنجليزية: Janette Davis)‏ هي مغنية أمريكية، ولدت في 2 نوفمبر 1916، وتوفيت في 25 أبريل 2005.

## وصلات خارجية
- جانيت ديفيس على موقع IMDb (الإنجليزية)
- جانيت ديفيس على موقع ميوزك برينز (الإنجليزية)
- جانيت ديفيس على موقع ديسكوغز (الإنجليزية)